# Севернокашубский диалект

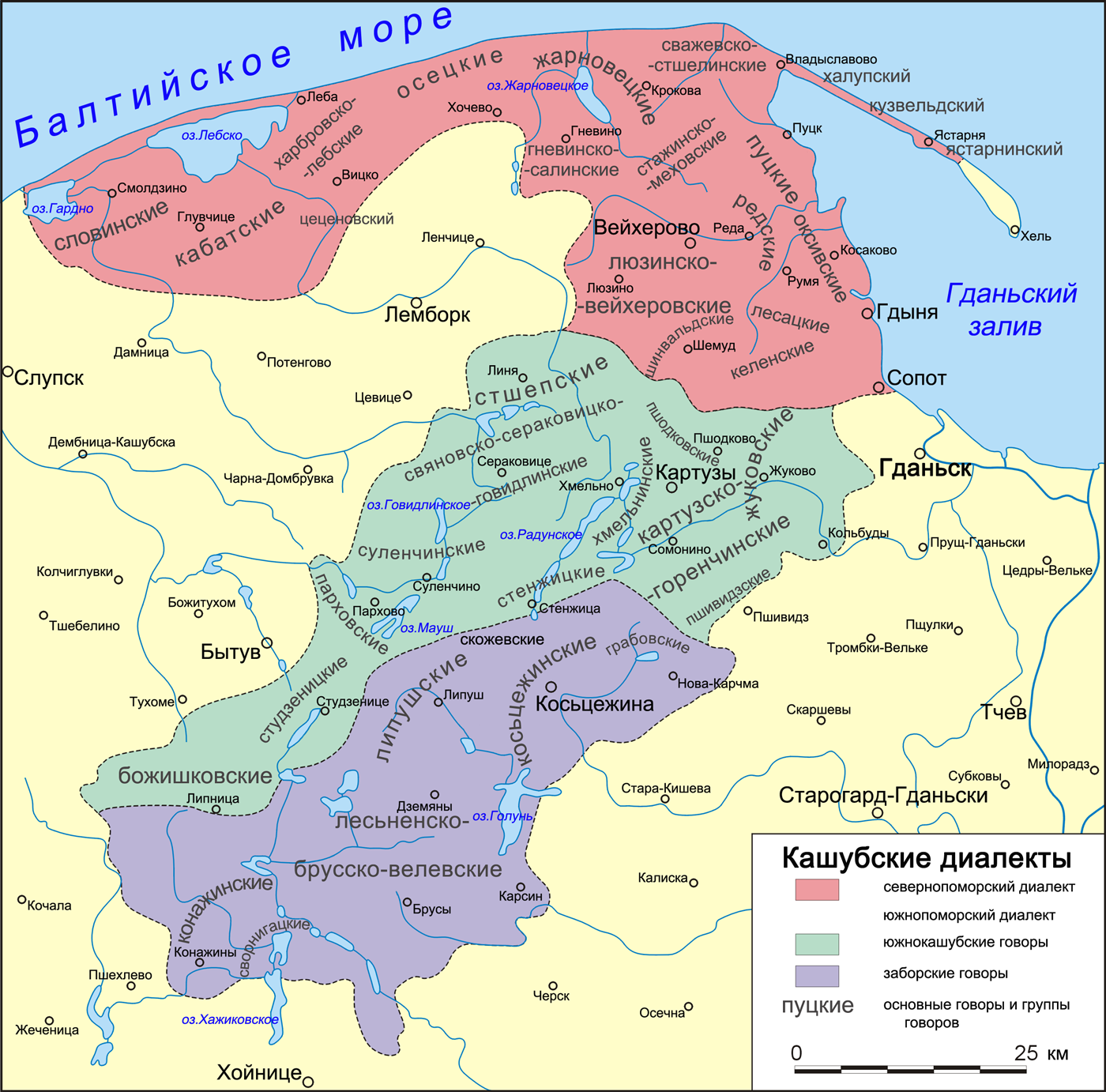
Территория распространения севернокашубских говоров на карте диалектов кашубского языка Ф. Лоренца

Севернокашу́бский диале́кт (кашуб. nordowòkaszëbsczi dialekt, пол. północnokaszubski dialekt) — один из трёх диалектов кашубского языка (или кашубской группы диалектов польского языка) в северной части территории его распространения, включающей Пуцкий повят, восточную часть Вейхеровского повята и предместья Гдыни в Поморском воеводстве. В начале XX века севернокашубские говоры были также распространены в приморских частях Лемборкского и Слупского повятов, включая говоры словинцев в районе озёр Лебско и Гардно, также входивших в севернокашубский диалектный ареал.
В Северном диалекте кашубского языка наиболее ярко выражены типично кашубские языковые особенности, включая архаичные явления западнолехитского типа, он, в сравнении с среднекашубским и Южнокашубским диалектами, испытал меньшее великопольское и севернопольское влияние, при этом в нём сильнее проявляется воздействие немецкого языка.
Языковое своеобразие Севернокашубского, как и других диалектов кашубского языка — в разной степени для каждого — связано с наличием западнолехитских черт (частично сохраняющихся до сих пор) в диалекте племени поморян (от которого произошли современные кашубские диалекты); с географическим положением на периферии лехитского ареала вдали от центральных польских диалектов; с особой поморской культурой и с влиянием немецкого языка.

## Область распространения и говоры

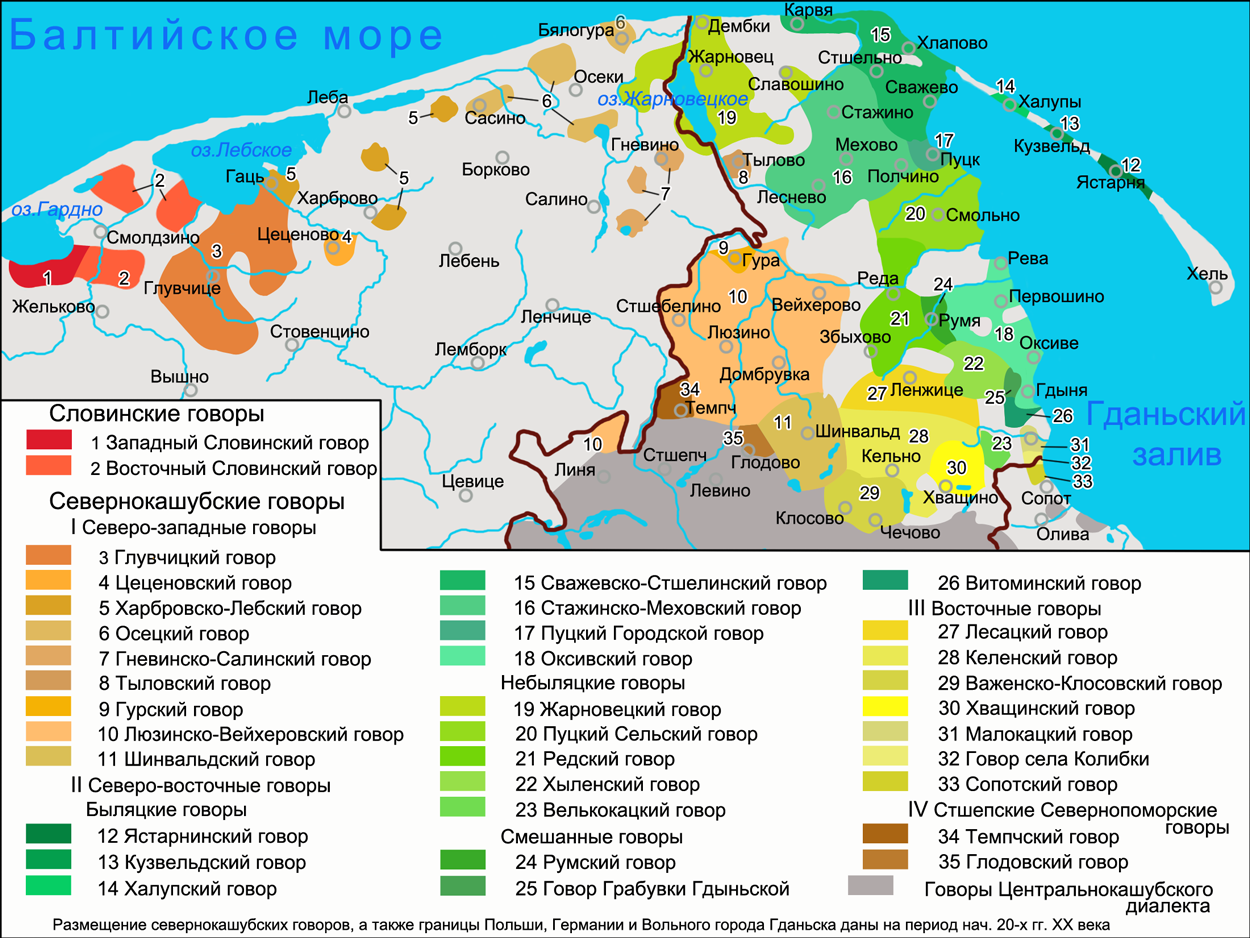
Размещение говоров Севернокашубского диалекта в начале XX века
На основе данных

Говоры Севернокашубского диалекта распространены на побережье Балтийского моря в Поморском воеводстве к западу от новых смешанных диалектов польского языка (до Второй мировой войны граничил с нижненемецкими диалектами) и к северу от говоров среднекашубского диалекта. Основными севернокашубскими говорами являются: Словинский, Кабатский (Глувчицкий), Осецкий, Жарновецкий, Гневинско-Салинский, Быляцкие (Пуцкий, Халупский, Оксивский), Люзинско-Вейхеровский, Лесацкий и Келенский говоры. Части из этих говоров уже не существует, в западных районах территории распространения Севернокашубского диалекта кашубское население, в основном протестантское, перешло на немецкий язык в кон. XIX — нач. XX вв., в первую очередь в районах до Второй мировой войны входивших в состав Германии.
Современные севернокашубские говоры соответствуют выделенному в классификации Ф. Лоренца (представленной им в первом томе Поморской грамматики (Gramatyka Pomorska)) Севернопоморскому диалекту, противопоставляемому второму крупному диалекту — Южнопоморскому. Территория Севернопоморского диалекта разделяется на две группы говоров, Словинскую (Słowińszczyzna) (наиболее архаичные говоры) и Севернокашубскую (Kaszubszczyzna północna), последняя из которых отличается большой дробностью и включает в свой состав Северо-западные Кашубские говоры, Северо-восточные Кашубские говоры (с подгруппами, различающимися по реализации в говорах звука ł), Восточные Кашубские говоры и Севернокашубские говоры Стшепча. При этом Ф. Лоренц отмечает, что Словинские и большая часть Северо-Западных Кашубских говоров (по данным на начало XX века) практически вымерли, подвергшись германизации или смешавшись с соседними кашубскими говорами. На немецкий язык перешли большинство носителей Словинских, Глувчицкого, Цеценовского, Харбровско-Лебского, Осецкого и Гневинско-Салинского говоров. Носители Тыловского говора перешли на Жарновецкий, носители Гурского — на Люзинско-Вейхеровский говор, Шинвальдский (Шемудский) смешался с Келенским и Пшедковским говорами:
- Словинская группа (Западный Словинский (Гарднинский), Восточный Словинский (Смолдзинский))

- Севернокашубская группа
  - Северо-западные Кашубские говоры (Глувчицкий (говор Кабатков), Цеценовский, Харбровско-Лебский, Осецкий, Гневинско-Салинский, Тыловский, Гурский, Люзинско-Вейхеровский, Шинвальдский (Шемудский))
  - Северо-восточные Кашубские говоры
    - Быляцкие говоры (Ястарнинский, Кузвельдский (Кузницкий), Халупский, Сважевско-Стшелинский, Пуцкий Городской, Стажинско-Меховский, Оксивский)
    - Небыляцкие говоры (Жарновецкий (Жарновский), Пуцкий Сельский, Редский, Хыленский, Велькокацкий)
    - Смешанные Быляцко-Небыляцкие говоры (Румский, говор Грабувки Гдыньской, Витоминский (Витомский))

  - Восточные Кашубские говоры (Лесацкий, Келенский, Важенско-Клосовский, Хващинский, Малокацкий, говор села Колибки (Колибский), Сопотский)
  - Севернокашубские говоры Стшепча (Темпчский, Глодовский)

## Основные особенности диалекта
Среднекашубские говоры разделяют все общекашубские черты: появление фонемы ë из кратких *i, *u, *y в определённых позициях; дифтонгизация континуантов ā, ō, ǒ; смешение y и i; отсутствие беглого e (dómk (пол. domek)); переход ra в re, ja в je в начале слова (remiã (пол. ramię)); сохранение мягкости перед *ŕ̥ (cwiardi (пол. twardy)); кашубение; переход мягких k’, g’ в ć, ʒ́ ; сохранение вибрации в ř; асинхронное произношение мягких губных; смешанный тип сандхи; отвердение l’ перед i; окончания прилагательных в родительном пад. ед. числа муж. и ср. рода -ewo; окончание -ta в глаголах 2-го лица мн. числа; словообразование с суффиксом -ak; форма dwa для всех родов и др. При этом, Севернокашубский диалект, наиболее удалённый географически от территории распространения польских диалектов, характеризуется большим числом отличий от польского литературного языка в сравнении с другими кашубскими диалектами, в нём сохраняется больше архаичных языковых черт. Часть севернокашубских явлений встречается в среднекашубском диалекте.

### Фонетика
К фонетическим отличиям Севернокашубского диалекта относят сохранение архаичных явлений, как правило, лексикализованных и исчезающих, особый тип ударения:
1. Наличие неметатизированных сочетаний вида *tort[5]. В современных кашубских говорах данную диалектную черту можно отнести к лексикализованным, такие сочетания сохранились только в некоторых словах: северо-западное кашубское слово warna при северо-восточном кашубском и пол. wrona, севернокашубское starnev при strona в среднекашубском и южнокашубском; в топонимике: Starogard, Karwia, Kartoszyno, Bialogard и др.; в специальной лексике: koza barda (название растения) при broda и др. В литературном кашубском языке такие формы являются неологизмами: parg (пол. próg), barń (пол. broń) и т. д. Формы с trot появились под влиянием польского языка, они постепенно вытеснили из кашубских говоров формы с tart, которые сохранились теперь только на севере. Кашубские гиперкорректизмы grónk (пол. garnek), grósc (пол. garść) показывают исконность западнолехитских форм и позднее распространение восточнолехитских в кашубском языке.
2. Употребление форм tłot (в польском tlet), также являющееся лексикализованным явлением, сохранившимся преимущественно на севере Кашубии: młoc (пол. mleć) и т. д.
3. Различие гласных по долготе-краткости, отмечаемое в конце XIX века Ф. Лоренцем и К. Ничем на севере Кашубии, а также интонационные различия в Ястарне, утраченные в XX веке[5].
4. В отличие от инициального ударения в Южнокашубском для Севернокашубского диалекта характерно разноместное подвижное ударение с нередко изменённым его исконным местом[7]. Присущий Севернокашубскому динамический характер ударения является причиной различия ударных и подвергающихся редукции безударных гласных[5].
5. Отсутствие смычки в dz: cëzy, saza. В современных кашубских говорах сохранились отдельные лексемы с отсутствием смычки в dz, большое число таких слов отмечается в записях вымерших словинских говоров.
6. Наличие в Быляцких говорах перехода ł в l — былачение, известное также словинским говорам.
7. В некоторых северо-западных говорах отсутствие перехода k’, g’ в ć, ʒ́.
8. Отвердение n’ перед согласным и в конце слова в отличие от Южнокашубского диалекта.

### Морфология
Как и другие уровни языка, морфология Севернокашубского диалекта характеризуется архаичными чертами: сохранение нестяженных форм глаголов спряжений на -am и -em (spiewajã), окончания -i или -ë в ед. и мн. числе повелительного наклонения (robi, niesëta), образование мн. числа в названии животных с окончанием -owie (krëkowie, kretowie, zajcowie) и др. Многие черты объединяют Севернокашубский с среднекашубским диалектом, в том числе такой инновацией, как образование форм существительных в родительном и дательном пад. по типу прилагательных (в ср. роде: kôzanié — kôzaniégo, kozaniému, в муж. роде: kóń — koniemu). С общекашубским диалектным ареалом (без юго-восточных говоров) объединяет наличие остатков явлений, связанных с двойственным числом, выполняющих функцию мн. числа, и только на севере сохраняющих своё изначальное значение (широкое распространение форм двойственного числа Ф. Лоренц отмечал в вымерших Словинских, Глувчицком и Цеценовском говорах северо-запада): местоимения ma, wa, naju, waju и др., окончание -ama (brzegama) у существительных мн. числа в творительном пад. и др.:

#### Имена существительные
1. Наличие укороченных форм существительных в именительном пад., часто встречающееся также в говорах среднекашубского диалекта: jiczëm или jiczmë (jęczmień).
2. У существительных жен. рода ед. числа на -ła в предложном пад. возможно употребление окончания -i: żëli (o żyle), szkoli (o szkole) и т. п.
3. У существительных ср. рода на -nié (kôzanié) окончания формируются по типу окончаний прилагательных, в родительном пад. -égo; в дательном пад. -ému: kôzaniégo, szczescégo (-ego произносится как -eṷe); kôzaniému и т. п.
4. У существительных муж. рода ед. числа в родительном пад. окончание -ë на месте -a; в дательном пад. вместо -owi возможно употребление -ё (psë, królë) или -emu, -omu (koniemu, koniomu); в творительном пад. окончание -ã (произносится ę) вместо -em, главным образом в северо-западных говорах (bratã), такие же окончания характерны для среднекашубского диалекта; в предложном пад. окончание -ë на месте -u, у существительных syn, dóm, bór, wół окончания -e: o sënie, w borze, o wole и т. п.[8]

Парадигма склонения существительных муж. рода ед. числа dóm  и kóń:
|                    | Севернокашубский | Литературный язык | Севернокашубский | Литературный язык |
| ------------------ | ---------------- | ----------------- | ---------------- | ----------------- |
| Именительный падеж | dóm              | dóm               | kóń              | kóń               |
| Родительный падеж  | dom-ё            | dom-a             | kon(i)-ё         | kon(i)-a          |
| Дательный падеж    | dom-ё            | dom-owi           | kon(i)-emu, -omu | kon(i)-owi, -u    |
| Винительный падеж  | dom-a            | dom-a             | kon(i)-a         | kon(i)-a          |
| Творительный падеж | dom-ã            | dom-em            | kon(i)-ã         | kon(i)-em         |
| Предложный падеж   | w domie          | w dom-u           | kon(i)-ё         | kon(i)-u          |

#### Местоимения
1. Распространение личных местоимений жен. рода ед. числа в родительном пад. jé (наряду с ji); в винительном пад. ją, nią (наряду с jã, niã); формы мн. числа в дательном пад. как и в среднекашубском диалекте jima (наряду с jim).
2. Распространение форм местоимений в родительном пад.: te (наряду с tego), je (наряду с jego), nie (наряду с niego), cze (наряду с czego). Возможны случаи произношения окончания -u или -a: tegu, kogu и др.
3. Наличие форм указательных местоимений: nen (ten), na (ta), no (to), подобное явление встречается в говорах среднекашубского диалекта.
4. Формы вопросительных местоимений на -ż: kogóż, koguż (kogo), komóż, komuż (komu), czimże (czim) и др.
5. Остатки категории двойственного числа в личных местоимениях: именительный пад. (ma; wa), родительный пад. (naju, naji; waju, waji), дательный и творительный пад. (nama; wama)[5]. Местоимение ma обозначает мы двое, мы две; nama обозначает нам обоим, нам двум или с нами двумя.

Парадигма личных местоимений 1-го и 2-го лица мн. числа:
| Именительный падеж | më, ma               | wë, wa               |
| Родительный падеж  | nas, nôs, naju, naji | was, wôs, waju, waji |
| Дательный падеж    | nóm, nama, nami      | wóm, wama, wami      |
| Винительный падеж  | nas, nôs             | was, wôs             |
| Творительный падеж | nami, nama           | wami, wama           |
| Предложный падеж   | nas, nôs             | was, wôs             |

#### Имена числительные
1. Распространение форм числительных: pińc (piãc), sétmë (sédem, sédém), osmë (osem, osém), dzewińc (dzewiãc), dzesyńc (dzesãc) и их производных pińcnôsce, sétmënôsce, osmënôsce, dzewińcnôsce, pińcdzesąt, sétmëdzesąt, osmëdzesąt и т. п.
2. Реликтовая форма числительных dwaj, dwie, dwa в творительном пад.: dwiema. Также распространены общие с Центральнокашубским диалектом формы: dwóm, dwóma, редко dwómë[8].

#### Глаголы
1. Наличие форм ma jesma и më jesma в 1-м лице мн. числа.
2. Возможные типы произношения глагола bądã: mdã или mbdã. Подобное произношение встречается в среднекашубском диалекте.
3. Распространение форм будущего времени глагола jic: pudã, pudzesz, pudze, pudzemë, pudzeta и т. д.
4. Окончания в 3-м лице жен. рода ед. числа глаголов прошедшего времени -ała (-ãła) сокращаются до -a (-ã) как и в среднекашубском диалекте: ona pisa (pisała), ona zna (znała), ona wzã (wzięła) и т п.
5. Окончания -ôc в глаголах: starzôc (starzec), czerwieniôc (czerwieniec) и т. д.
6. Архаичные нестяженные формы в глаголах 1-го лица ед. числа, соответствующие польским глаголам IV спряжения на -em (umiem, rozumiem): umiejã, rozumiejã.
7. Глаголы 1-го лица ед. числа (которым в польском соответствуют глаголы со спряжением на -am: gram, pytam) оканчиваются на нестяженные формы -ajã, соответствующие польскому I спряжению: pitajã, pëtajã, szukajã, szëkajã, gôdajã или gôdëjã и т. п. Подобная черта характерна для глаголов в русском языке. В отличие от северной Кашубии в центральных и южных районах употребляется окончание -óm: pitóm, gôdóm и т. п.[8] Нестяженные формы глагола grac:

|        | Единственное число | Множественное число |
| ------ | ------------------ | ------------------- |
| 1 лицо | grajã              | grajemë             |
| 2 лицо | grajesz            | grajeta, grajece    |
| 3 лицо | graje              | grają               |

#### Словообразование
1. Распространение слов без аффиксального словообразования чаще, чем в Южнокашубском диалекте: kur (пол. kogut), kątor (chlùchôcz, chrupôcz, пол. ropucha) так же, как и в среднекашубском диалекте.
2. В отличие от южнокашубских слов на -o: daleko, głãboko и т. п. севернокашубские (как и среднекашубские) слова, как правило, без окончания -o: dalek, głãbok и т. п.
3. Словообразование с суффиксом -ëszcze и -iszcze, в том числе и -ojszcze в словинских говорах: błotojszcze (пол. bagnisko), skałojszcze (пол. miejsce skaliste) и т. д.
4. Словообразование с суффиксом -iczé (как и в среднекашубском диалекте): brzozowiczé.
5. Слова с приставкой są: sącelnô (пол. cielna, o krowie), sąbagnô или sąbagniô (севернорусское и литер. рус. суягная, об овце).
6. Слова с окончаниями на -ëk (как и в среднекашубском диалекте): nórcëk, gozdzëk; -ënk: darënk, kwitënk; -ëca: łãczëca; -ôcz: dzwigôcz; -ësta: kawalerzësta, policësta; -ëwo: pieczëwo и др. в соответствие суффиксам -ik, -unek, -ica, -acz, -ista, -iwo и др.
7. Названия жителей на севере и в центре Кашубии при помощи окончания -ón: żarnowczón (житель Жарновца), sławutowión (житель Славутова), иногда в форме -czón, gdińczón (житель Гдыни). На юге распространены словоформы с окончанием -ôk (пол. -ak).
8. Словообразование, главным образом северо-западное, с окончаниями -isz и -ysz.
9. Северным и центральным формам прилагательных celãczi, jagniãczi, (dzéwczãczi, gąsãczi в словинских говорах), противопоставляются южные: dzéwczãcy, dzecãcy, jagniãcy. В то же время прилагательным с окончаниями -i в севернокашубском и среднекашубском диалектах swini, krowi, koni, kurzi, babi противопоставляются swińsczi, krówsczi, kóńsczi, kursczi, babsczi и т. п. в Южнокашубском диалекте.
10. Словоформы на -owac (zapisowac, zapitowac) преобладают на севере и в центре Кашубии, на юге больше распространены словоформы на na -iwac[8].

### Лексика
Севернокашубская лексика включает в себя значительное число архаизмов, утраченных как в говорах центра и юга Кашубии, так и в польском языке, заимствования в результате языковых контактов, преимущественно из немецкого языка. Часть севернокашубской лексики вошла в литературный кашубский язык:
1. В северной Кашубии сохраняются ряд слов, отмеченных также в западнолехитском полабском и в лужицких языках: naożenia, nauożenia, nowożenia (в.-луж. nawoženja), prątr (в.-луж. přatr) и т. п.
2. Общеславянские архаизмы: môłniô (болг. мълния, серб. муња) и т. п.
3. К общеславянским архаизмам, известным также восточным славянам, относятся: czermësłë (рус. коромысло) и т. п.
4. Балтизмы, заимствованные из прусского языка.
5. Германизмы: brutka (нем. Braut) и др. Особенностью севернокашубского ареала являются заимствования их нижненемецких говоров, в центре и на юге Кашубии большее влияние оказывал немецкий литературный язык.
6. Распространение собственной севернокашубской лексики: blizu (кашуб. blisko), jarzãbina, jarzbina (пол. jarzębina), kukuczka (кашуб. kùkùczka, kùkówka, kùcznica), skrzëpice, skrzëpce (пол. skrzypce), słoniszko (реже słónko, słuńce), słónyszko, słónuszko (пол. słońce), zmrok, zmroch (кашуб. smrok, ùmrok), sjic (кашуб. stiąc) и мн. др.[8]
7. Локальная лексика, среди которой выделяются слова, отражающие специфику поморского быта кашубов — многочисленные производные от слова wiater (ветер): zôwietrznica, wietrznica, wierzchnica, wiechrznica и др.[8]; от слова mòrzé, mòrzëszcze (море): mòrzanié, mòrzczëzna, mòrztwo (морские рыбаки); mòrzeźna, mòrzkòlce (дары моря); разнообразные деминутивы mórkò, mòrzkó, mòrzëczkò, mòrzëchno, mòrzełkò, mòrzenkò, mòrzulkò, mòrzuszkò, mòrzineczkò и др.[5]

## Словинский язык
Наиболее обособленными от других говоров Севернокашубского диалекта были Словинские говоры, полностью вымершие к середине XX века. Вследствие изоляции как территориальной (они были отделены от основного кашубского ареала районами распространения нижненемецких говоров), так и религиозной (в отличие от подавляющей части остальных кашубов — католиков словинцы были протестантами), Словинские говоры сохранили многие архаичные черты. Ф. Лоренц в своей классификации рассматривал Словинские говоры как один из двух поддиалектов наряду с собственно Севернокашубским, на которые делится Севернокашубский (Севернопоморский в его терминологии) диалект. В SIL International Словинский отмечен как один из самостоятельных диалектов кашубского языка.

## Севернокашубские говоры в кашубской литературе
Ф. Ценова, один из первых учёных, который заговорил о кашубском как о самостоятельном языке, усилиями которого начал зарождаться кашубский литературный язык, кто стал автором первой кашубской грамматики, за основу письменного языка взял черты говора своего родного села Славошино в северной части Пуцкого повята, который относился к севернокашубским говорам. Позднее Севернокашубский лёг в основу творчества Л. Роппеля и др. Северные черты использовали в той или иной степени все кашубские литераторы как в целях создания языка близкого носителям каждого кашубского диалекта — общекашубского языка, так и для сохранения нигде больше не встречающихся типично кашубских уникальных языковых явлений.